# XI. János pápa
XI. János (latinul: Ioannes), (910 – 935 decembere) volt a kereszténység történetének 125. pápája 931 márciusától. Pontifikátusában és személyében mutatkozott meg leginkább a kor sajátos pápaválasztási szokása és a római nemesség mérhetetlen befolyása. Bő  négyéves uralkodása szinte kizárólag névlegesnek tekinthető.

## Élete
906 körül született Rómában a befolyásos római konzul leánya, Marozia és Alberik spoletoi herceg gyermekeként. Bár egyes források szerint János Marozia törvénytelen gyermeke III. Sergiustól. Már gyermekkorában elhatározták, hogy Jánosból pápa lesz, így eszerint nevelték. Amikor VIII. István meghalt, és megürült az egyházfői trón, Marozia felkészültnek ítélte meg gyermekét az uralkodásra és a zsinattal megválaszttatta a keresztény egyház élére.
Így nemcsak Róma városa, hanem immár a pápa is Marozia teljes befolyása és irányítása alatt állt. Ekkor vette fel a Senatrix et Patricia címet. Alberik halála után egy nagyhatalmú toszkánai őrgrófhoz ment nőül, majd ennek halála után ismét megházasodott. Ezúttal sógorához, Hugóhoz ment hozzá, aki Itália és Provence királya volt. Ők ketten uralkodtak az örök város felett, azonban annyira zsarnokian kezelték a város ügyeit, hogy a nemességen belül szervezkedni kezdtek ellenük. Ennek élére Marozia második fia, János féltestvére, II. Alberik állt. A nemeseknek sikerült megdönteni Marozia rémuralmát. Alberik börtönbe vetette anyját, és Jánost a lateráni palotában haláláig házi őrizet alá vetette. Alberik uralkodott a városban és az egyházon is. Jánosnak mindössze a saját lelki üdvösségét hagyta meg egyházi feladatnak. 

Ezért aztán János pontifikátusához, de Alberik tetteihez tartozik, hogy 935-ben Theophülaktosz, konstantinápolyi pátriárka és 933-ban Artold reimsi érsek is megkapta a palliumot. János uralkodása alatt kapott kiváltságokat a híres clunyi apátság is, amely később az egyházi reformok kiindulópontja lett. János 935 decemberében halt meg.

## Művei
- Documenta Catholica Omnia (latin nyelven). (Hozzáférés: 2011. december 6.)

## Online források
- http://papasagtortenete.blog.hu/
- Magyar katolikus lexikon: online[halott link]